# Chénérailles
Chénérailles ist eine französische Gemeinde mit 736 Einwohnern (Stand 1. Januar 2022) im Département Creuse in der Region Nouvelle-Aquitaine. Sie gehört zum Arrondissement Aubusson und zum Kanton Gouzon.

## Geografie
Die Kleinstadt Chénérailles liegt im Nordwesten des Zentralmassivs, etwa 25 Kilometer ostsüdöstlich von Guéret. Sie grenzt im Norden an Saint-Dizier-la-Tour, im Osten an Saint-Chabrais, im Süden an Issoudun-Létrieix und im Westen an Saint-Pardoux-les-Cards.

## Bevölkerungsentwicklung
| Jahr                       | 1962 | 1968 | 1975 | 1982 | 1990 | 1999 | 2008 | 2019 |
| Einwohner                  | 770  | 729  | 674  | 685  | 794  | 759  | 736  | 755  |
| Quellen: Cassini und INSEE |      |      |      |      |      |      |      |      |

## Sehenswürdigkeiten
- Kirche Saint-Barthélemy, Monument historique

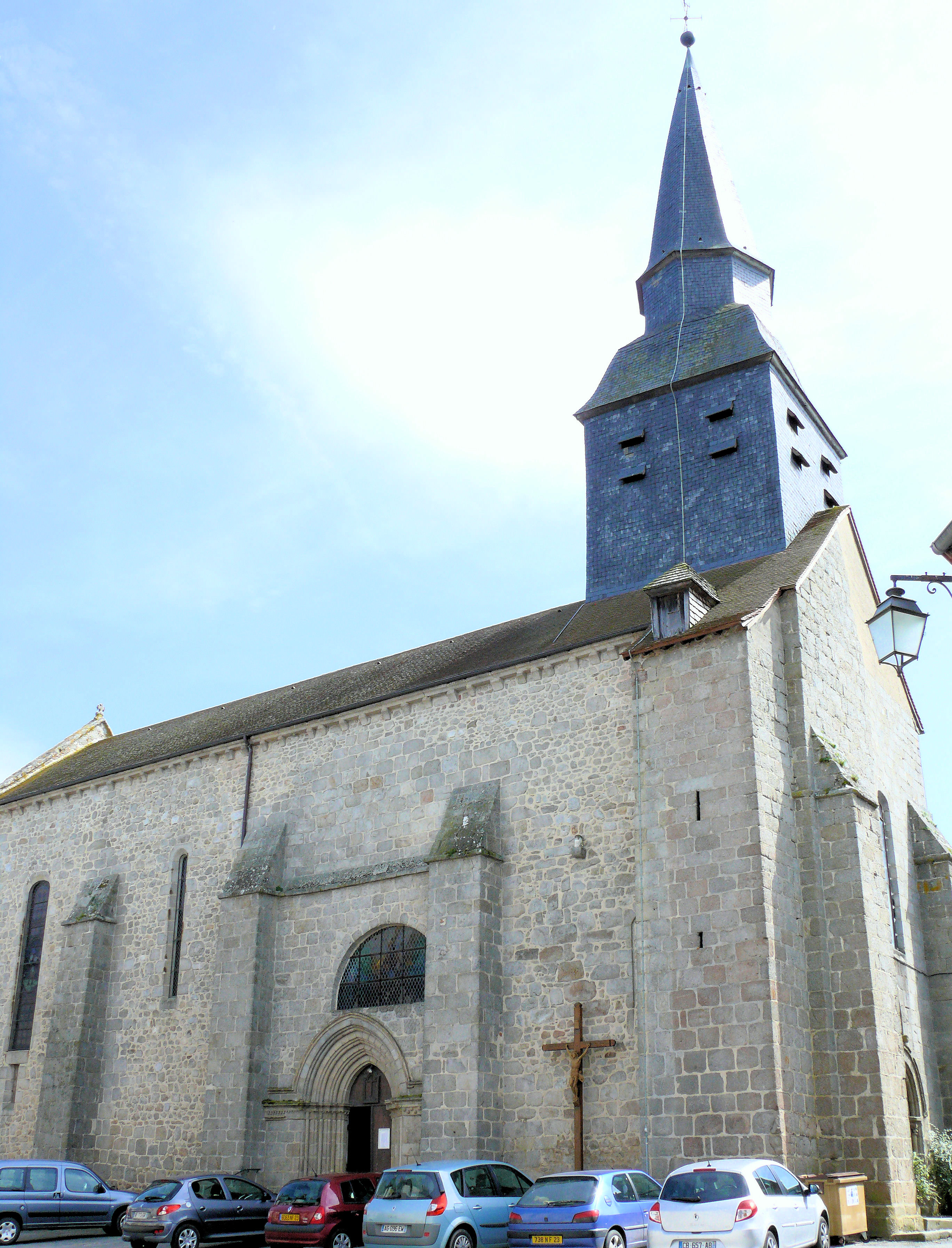
Kirche Saint-Barthélemy